# Netsemlegesség
A netsemlegesség az az elv, miszerint a kormányok utasítására az internetszolgáltatók az interneten található összes adatot azonos módon és egyező feltételekkel kell, hogy kezeljék. Tilos például direkt meggátolni vagy lelassítani konkurens weboldalakat vagy online szolgáltatásokat. Az elv megalkotása a Columbia Egyetem média- és techügyekkel foglalkozó jogászprofesszorához, Tim Wu-hoz köthető.

## Formálódása
A hálózati semlegesség kérdése az Egyesült Államokban a szakmai közönség számára az ezredfordulót követő évtized közepétől lett igazán vitatéma. A szélessávú internetszolgáltatások terjedése, ami ekkorra gyorsult fel igazán először a vezetékes, majd a vezeték nélküli platformokon, üzleti szempontból kettős hatással volt a hálózatüzemeltetőkre. A szélessávú internetszolgáltatás egyrészt nagyon jelentős, 
mondhatni nélkülözhetetlen új bevételi forrást nyitott meg számukra, ezért maguk is beléptek erre a piacra. Másrészt viszont a hálózatüzemeltetőknek (és a velük integrálódott, saját tulajdonukban lévő szélessávú internet szolgáltatóinak) előbb-utóbb 
szembe kellett nézniük azzal a fenyegetéssel, hogy egyes, az előfizetők körében népszerűvé vált alkalmazások és tartalomszolgáltatások részint konkurenciát jelentenek a saját maguk által nyújtott szolgáltatásoknak (lásd például az internetes telefon, az 
internetes hangátvitel megjelenését vagy az online videotartalom-szolgáltatások ma már igencsak széles kínálatát), részint pedig feszegetik a hálózatok adatátviteli kapacitásának határait. A kialakult ellentmondás kezelésére az általános versenyszabályozás sokak szerint nem elégséges, ezért kézenfekvőnek látszott, hogy a távközlési ágazatban amúgy már meggyökeresedett külön szabályozást valamilyen formában a szélessávú internetszolgáltatásokra is kiterjesszék.

## Megsértése
A netsemlegesség megsértéséről beszélünk, ha az internetszolgáltató vagy a hálózatüzemeltető megkülönbözteti az internetprotokoll csomagokat például azzal, hogy:
- bizonyos internetes oldalak elérhetősége jobb;
- felárat kér bizonyos internetes oldalak jobb minőségű elérhetőségéért;
- bizonyos oldalakat blokkol;
- egyes szolgáltatások vagy eszközök használatáért a versenyárnál nagyobb árat kér;
- megakadályozza egyes szolgáltatások vagy alkalmazások elérését;
- díjakat szed a tartalomszolgáltatóktól azért, hogy az elérhesse az előfizetőket.

A netsemlegesség megsértésének hátterében többféle ok is állhat. A leggyakrabban hangoztatott érv, hogy ha egy alkalmazás túlterheli a hálózatot, és ez kapacitásproblémákat okoz (egy fájlcserélő alkalmazás esetében ez könnyen elképzelhető), akkor az előfizetők védelmében az internetszolgáltatók kénytelenek korlátozni a legnagyobb adatforgalom-igényű alkalmazásokat. Feltételezhető ugyanakkor, hogy a hálózatsemlegességi ügyek mögött gyakori ok lehet a saját bevételek védelme is. Amennyiben például egy kábelszolgáltató korlátozza a fájlcserélők elérését, annak racionális magyarázata lehet, hogy tart a televíziós csomagok, azon belül is a fizetős filmcsatornák értékesítéséből, esetleg lekérhető videoszolgáltatásból származó bevételek csökkenésétől.
A hálózatsemlegesség kérdésében nagyon sok gazdasági és filozófiai érv feszül egymásnak. Nem könnyű eldönteni, hogy egy adott esetben a hálózatsemlegesség megsértése mögött valós hálózatkezelési szempontok állnak, vagy az a cél, hogy a hálózatüzemeltető bevételhez jusson 
a harmadik féltől. A bevételszerzési szándék mögött még mindig meghúzódhat az az érv, hogy a hálózat kapacitásának javításához szükség van rá, tehát végső soron kedvező a fogyasztók számára.

### Konfliktusok
Az első konfliktus, amibe 2005-ben a Szövetségi Hírközlési Felügyelet (FCC) beavatkozott, egy kis helyi telefontársaságot érintett, amelyik egyúttal a maga digitális telefonhálózatán (DSL) szélessávú internet szolgáltatást is nyújtott. A szóban forgó társaság, a Madison River Communications megnehezítette előfizetői számára a Vonage nevű cég által nyújtott internetes telefonszolgáltatás igénybevételét, amelyik nyilván konkurenciát jelentett a saját maga által nyújtott vezetékes telefonszolgáltatásnak. A panaszokra reagálva, a hírközlési felügyelet közbelépett, s végül 15,000 dollárra büntette Madison River Communications-t. Hozzá kell tenni, hogy 2005-ben a maga földrajzi piacán a Madison River Communications volt az egyetlen társaság a szélessávú vezetékes internetszolgáltatásban, így az előfizetők számára a szolgáltatóváltás nem volt reális alternatíva.
A következő eset már fajsúlyosabb volt, sokkal nagyobb hullámokat vetett, és országos nyilvánosságot kapott: a legnagyobb amerikai kábelhálózat, a Comcast 2007-ben titokban hamis csomagokkal korlátozni kezdte a P2P fájlmegosztást használó alkalmazások sávszélességét a saját hálózatán. A Comcast egészen addig végezte a protokollok blokkolását, mint a BitTorrent, amíg a Szövetségi Hírközlési Felügyelet annak befejezésére nem utasította őket. Az FCC végül nem büntette meg a vállalatot, csak felszólította, hogy ossza meg a hatósággal a hálózatkezelési gyakorlatát.